# Fallwindkraftwerk
Ein Fallwindkraftwerk oder Abwindkraftwerk ist eine theoretische Wärmekraftmaschine zur Nutzung der geringen Temperaturdifferenz, die durch die Verdunstung von Wasser in Umgebungsluft bewirkt werden kann. Die am oberen Ende eines hohen Kamins gekühlte und deshalb dichtere Luft bewirkt am unteren Ende einen Überdruck gegenüber der Außenluft. Turbinen entnehmen dem künstlichen Fallwind Energie zur Stromproduktion.
Der Kraftwerkstyp wurde 1975 von dem amerikanischen Ingenieur Phillip Carlson beschrieben und patentiert. Seit den 1990er Jahren bemüht sich insbesondere der Israeli Dan Zaslavsky vom Technion in Haifa um die Weiterentwicklung und Realisierung dieser Technologie.

## Auslegung
Das verdunstende Wasser entzieht der Luft Wärme. Unterhalb der Zone, in der die versprühten Tropfen verdunsten, nimmt die Temperatur mit dem trockenadiabatischen Temperaturgradienten nach unten zu. Die Luft tritt in die Turbine(n) ein und wird dort isentrop entspannt. Trotz monumentaler Bauhöhe bleibt der Wirkungsgrad aber deutlich unter dem Wirkungsgrad, den ein Carnotscher Kreisprozess im gleichen Temperaturbereich hätte. Dazu trägt auch der Energiebedarf der Pumpen für das zu verdunstende Wasser bei, der bei den projektierten Anlagen ein Drittel bis zur Hälfte der Bruttoleistung betrüge.
Mit steigender Bauhöhe nehmen nicht nur die Strömungsverluste zu, sondern es sinken auch die Temperatur der Außenluft, der Sättigungsdampfdruck und damit der Kühleffekt. Vorgeschlagen wurden Turmhöhen von bis zu 1200 Metern, mit denen an guten Standorten eine Temperaturdifferenz von bis zu 12 °C erreichbar wäre.
Strömungsgeschwindigkeiten von bis zu 20 m/s sind vorgesehen. Strömungsverluste sinken mit steigendem Durchmesser; vorgeschlagen wurden Durchmesser von bis zu 400 Meter.
Nur mit einer Anlage in dieser Größenordnung, mit einer Nettoleistung von 350 bis 400 Megawatt, seien Stromgestehungskosten von etwa 3 ct/kWh erreichbar.

## Vergleich mit dem Aufwindkraftwerk
Gerhard Weinrebe und Wolfgang Schiel haben das Fallwind- mit dem Aufwindkraftwerk verglichen. Bei gleichen Abmessungen des Kamins leistet das Aufwindkraftwerk mit seiner höheren (optimalen) Temperaturdifferenz drei- bis fünfmal so viel wie das Fallwindkraftwerk netto (Pumpleistung abgezogen). Andererseits bedarf es zur Errichtung der Kollektoren des Aufwindkraftwerks größerer Landflächen und Investitionen. Beide Typen können auch nachts vermindert Strom produzieren, wobei der Wärmespeicher am Boden des Kollektors anzuordnen bzw. gratis ist (die freie Troposphäre kühlt nur langsam ab). Beide Typen reagieren empfindlich auf ungünstige meteorologische Bedingungen: Das Aufwindkraftwerk profitiert stark von einer hohen Insolation (Globalstrahlung), das Fallwindkraftwerk von einer geringen Luftfeuchtigkeit. Die von Zaslavsky (1999) angegebenen Bedingungen, 45 °C am Boden und 16 % relative Feuchte, seien sehr günstige Annahmen.

## Standorte
Besonders warme und trockene Luft ist das Kennzeichen des Wüstenklimas. Zusätzlich bedarf es großer Mengen Wasser. Damit scheidet die Errichtung im (Mittel-)Gebirge sowie in küstenfernen Wüsten aus. Meerwasser kann verwendet werden, wenn der verbleibende Salznebel abgeschieden wird. Am besten geeignet wären Standorte in 15 bis 30° nördlicher oder südlicher Breite an den ariden Westküsten der Kontinente (Sahara, Namib, Atacama-Wüste) einschließlich Australiens. Dort sorgt die Hadley-Zelle für trockene Luft aus der oberen Troposphäre und ablandigen Wind.